# Mangora picta
Mangora picta är en spindelart som beskrevs av O. Pickard-Cambridge 1889. Mangora picta ingår i släktet Mangora och familjen hjulspindlar. Inga underarter finns listade i Catalogue of Life.